# Дорвалино Алвис Масиэл
Дорвалино Алвес Масиэл (порт. Dorvalino Alves Maciel; род. 1 июня 1977), более известный под именем Лино (порт. Lino) — бразильский футболист, защитник.

## Карьера
До переезда Лино в Европу, он успел поиграть за следующие бразильские клубы: «Коринтианс», «Сан-Каэтано», «Фигейренсе», «Сан-Паулу», «Баия», «Флуминенсе» и «Жувентуде». В 2007 году Лино перешёл в португальский клуб «Академика (Коимбра)». Проведя за «Академику» 29 матчей и забив 5 голов, Лино был куплен «Порту». Но в «Порту» игра у Лино не заладилась. За полтора сезона он сыграл всего 17 матчей. Свой единственный гол за «Порту» Лино забил в Лиге чемпионов на 90 минуте в матче против Фенербахче.
31 декабря 2008 года Лино перешёл в греческий ПАОК.